# Грасу, Николета
Николета Грасу (рум. Nicoleta Grasu, до замужества Грэдинару, Grădinaru; род. 11 сентября 1971, Secuieni, Нямц) — румынская легкоатлетка, специализирующаяся в метании диска. Участница шести Олимпийских игр, призёр чемпионатов мира.

## Биография
Николета Грасу родилась 11 сентября 1971 года в Секуени. Её тренером является муж Костель Грасу.

## Карьера
Николета Грасу дебютировала на Олимпийских играх в 1992 году в Барселоне, где в квалификации заняла тринадцатое место и не вышла в финал. В следующем году она участвовала на чемпионате мира в Штутгарте, где заняла в финале седьмое место.
На чемпионате Европы 1994 года она стала четвёртой с результатом 63,64 м.
На Олимпийских играх 1996 года Грасу вышла в финал, но заняла лишь седьмое место с результатом 63,28 м. В том же году на Всемирном легкоатлетическом финале в Милане стала третьей с результатом 63,64 м.
На чемпионате мира 1997 году вышла в финал, где заняла десятое место. В том же году на летней Универсиаде в Катании стала бронзовым призёром.
На чемпионате Европы в Будапеште 1998 года завоевала бронзовую медаль. В следующем году вновь участвовала на летней Универсиаде и завоевала золотую медаль. На чемпионате мира в Севилье впервые выиграла медаль, став бронзовым призёром с результатом 65,35 м.
На Олимпийских играх 2000 года в Сиднее румынка вновь не смогла выйти в финал, в квалификации бросив диск лишь на 58,87 м и заняв девятнадцатое место.
На чемпионате мира 2001 года в Эдмонтоне Николета Грасу завоевала серебро, метнув диск на 66,24 м.
На Олимпиаде в Афинах румынка вышла в финал, но заняла лишь пятое место с результатом 64,92 м. В следующем году на чемпионате мира в Хельсинки и Всемирном легкоатлетическом финале стала пятой.
На чемпионате Европы в Гётеборге в 2006 году Николета Грасу стала бронзовым призёром, метнув диск на 63,58 м. На Всемирном легкоатлетическом финале в Штутгарте завоевала серебряную медаль.
На чемпионате мира 2007 года в Осаке вновь завоевала медаль, на этот раз бронзовую. Её результат в финале составил 63,40 м. В следующем году на Олимпиаде в Пекине вновь случилось неудачное выступление, несмотря на выход в финал — двенадцатое место с броском на 58,63 м.
На чемпионате мира 2009 году в Берлине завоевала бронзу с результатом 65,20 м, а в следующем году в Барселоне стала серебряным призёром чемпионата Европы с результатом 63,48 м.
На чемпионате мира 2011 года в Тэгу стала восьмой, бросив диск на 62,08 м. На шестых для себя Олимпийских играх в Лондоне не сумела квалифицироваться в финал, заняв 14-е место с броском на 61,86 м. Последний чемпионат мира для Николеты в Москве завершился неудачно — лучшая попытка в квалификации оказалась на 56,31 м; этот результат не позволил ей выйти в финал и она завершила соревнования на 22-м месте.